# Província Paraná
A Província Paraná é uma das 15 províncias geológicas e geográficas do Brasil, correspondendo à Bacia do Paraná e compreendendo os estados de Goiás, Mato Grosso, Mato Grosso do Sul, Minas Gerais, Paraná, Rio Grande do Sul, São Paulo e Santa Catarina. O aquífero mais importante é o Botucatu, em São Paulo, que representa cerca de 80% do potencial hidrogeológico da região, contribuindo, em grande parte, para o abastecimento de diversas áreas.